# Werner Hacklins stiftelse
Werner Hacklins stiftelse (finska: Werner Hacklinin säätiö) är en finländsk stiftelse.
Stiftelsen, som grundades 1956 och har sitt säte i Björneborg, har till syfte att stödja den ekonomiska och andliga odlingen i Finland. Stiftelsen finansierar bland annat utbildning inom sjöfartens merkantila sektor.